# Enno (merk)
enno is de merknaam voor treinen van de Metronom Eisenbahngesellschaft op de spoorlijnen Hannover – Wolfsburg en Hildesheim – Braunschweig – Wolfsburg. De naam is afgeleid van Elektro-Netz-Niedersachsen-Ost.

## Geschiedenis
Al in december 2012 had de "Regionalbahnfahrzeuge Großraum Braunschweig GmbH", een dochteronderneming van het Zweckverband Großraum Braunschweig (samenwerkingsverband regio Braunschweig, ZGB), 20 treinen van het type Coradia Continental bij Alstom uit Salzgitter met een waarde van meer dan € 100 miljoen besteld. De treinen werden beschikbaar gesteld aan de vervoerder die de concessie had gewonnen.
De concessie voor het Elektronetz Niedersachsen Ost (ENNO), de laatste nog te vergeven concessie van de ZGB, ging in augustus 2014 naar metronom. De Europese aanbesteding werd uitgeschreven door de ZGB, de Landesnahverkehrsgesellschaft Niedersachsen (LNVG) en de Regio Hannover.
Op 16 november 2016 startte een proefbedrijf tussen Göttingen en Hannover. Op 13 december 2015 begon de exploitatie van beide lijnen tussen Wolfsburg en Hannover respectievelijk Hildesheim. De officiële in gebruik name vond in phæno in Wolfsburg plaats, daarbij namen onder andere de Nedersaksische verkeersminister Olaf Lies en de burgemeester Klaus Mohrs (Wolfsburg), Ulrich Markurth (Braunschweig) en Ingo Meyer (Hannover) deel. Een dag later opende op station Gifhorn een servicecenter. 

## Materieel

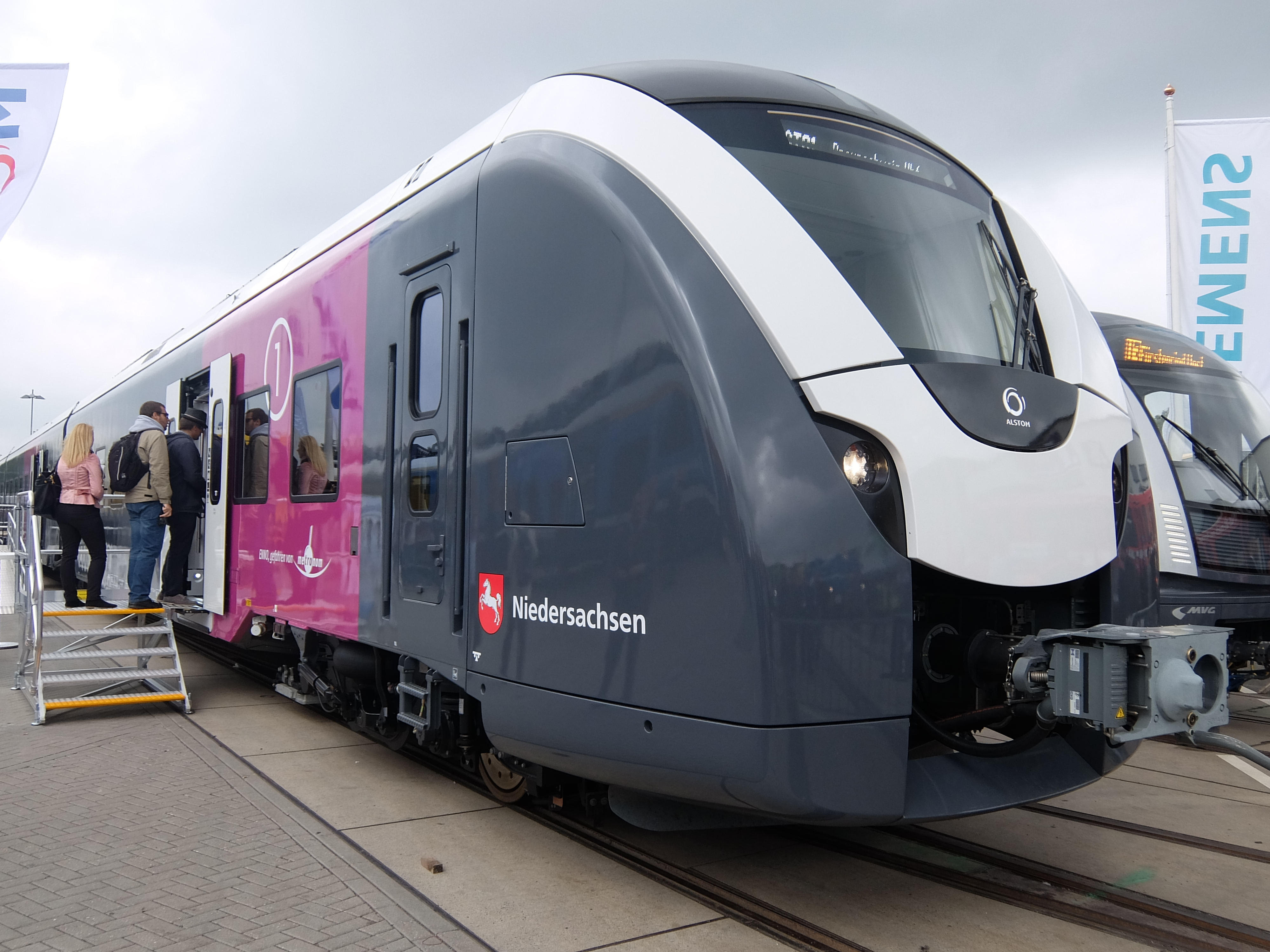
De Alstom Coradia Continental op InnoTrans 2014.

Voor de inzet worden door enno 20 treinstellen van het type Coradia Continental gebruikt uit de materieelpool van de Regionalbahnfahrzeuge Großraum Braunschweig. Deze zijn vierdelig en hebben 235 zitplaatsen (twaalf daarvan in de 1ste klas) en 275 staanplaatsen. Bij alle zitplaatsen zijn stopcontacten en een zonnescherm voorhanden, eveneens is er een dynamisch reizigersinformatiesysteem die het ritverloop en de mogelijke aansluitingen aangeeft. Bovendien is er in een rijtuig zitplaatsreservering mogelijk, daarnaast beschikken de treinen over Wi-Fi en zijn ze toegankelijk. De buitenkant heeft een antracieten kleur met verkeerspaarse accenten. De eerste trein werd op 20 mei 2014 gepresenteerd aan de politiek en in september 2014 aan het publiek op InnoTrans. Onderhoud van de treinen vindt plaats bij Alstom in Braunschweig. In februari 2016 werden verder vier extra treinstellen besteld die in 2017 geleverd worden.

## Lijnennet
Vanaf december 2015 mag enno voor 10 jaar treinen rijden op de volgende twee lijnen:
| Serie | Treinsoort              | Route                                             | Bijzonderheden |
| ----- | ----------------------- | ------------------------------------------------- | -------------- |
| RE 30 | Regional-Express (enno) | Hannover Hbf – Lehrte – Gifhorn – Wolfsburg Hbf   |                |
| RE 50 | Regional-Express (enno) | Hildesheim Hbf – Braunschweig Hbf – Wolfsburg Hbf |                |